# Vito Frazzi
Vito Frazzi (San Secondo Parmense, 1888 – Firenze, 8 luglio 1975) è stato un musicista italiano.

## Biografia
Nacque da Antonio e Dina Allegri, sorella di Vito, contrabbassista di fama internazionale. Giovane studente al Conservatorio di Parma, assunse presto le cattedre di pianoforte, armonia, contrappunto e composizione al Conservatorio di Firenze. Fra i suoi allievi si ricordano Luigi Dallapiccola, Domenico Bartolucci, Valentino Bucchi, Angelo Francesco Lavagnino, Carlo Prosperi e Alberto Soresina.
Gli si devono importanti opere liriche come Re Lear con il libretto di Giovanni Papini ispirato a King Lear (1939 nel Teatro Comunale di Firenze «Vittorio Emanuele II» diretta da Vittorio Gui con Stella Roman, Cloe Elmo e Frank Valentino) e Don Chisciotte (1952 a Firenze con Miriam Pirazzini, Giovanni Malipiero ed Angelo Mercuriali per la regia di Corrado Pavolini). 
Importante teorico, concepì e pubblicò in Italia ed in Francia, prima di Messiaen, la formazione di sistemi scalari di 8 note (chiamati anche scale ottofoniche o scale alternate) basati su intervalli ripetuti, "alternati", di tono e semitono, o semitono e tono, sistemi entrati poi largamente in uso nel Jazz internazionale specie sugli accordi di dominante.

## Pubblicazioni
Vito Frazzi, Scale Alternate. Diteggiature di Ernesto Consolo. Ed. Forlivesi & C., Firenze 1930
"I vari sistemi del linguaggio musicale", Siena 1960, Olschki (ristampa Edizioni Otos)

## Composizioni
Lista delle composizioni del Maestro:
Opere teatrali
- Re Lear ( 1939), libretto di Giovanni Papini, tratto dall'omonima tragedia shakespeariana.

Rappresentato a Firenze il 29 maggio 1939 al Teatro Comunale di Firenze per il Maggio Musicale, diretto da Vittorio Gui con Frank Valentino, Cloe Elmo, Stella Roman, Giuseppe Nessi e Giovanni Voyer. 
La partitura andò distrutta da un bombardamento bellico subíto dalla Casa Ricordi.
- L'Ottava Moglie di Barbablú, fiaba, libretto di D. Cinelli; rappresentato a Firenze, Teatro alla Pergola nel gennaio 1940.

La partitura fu in seguito distrutta dall'autore.
- Don Chisciotte, in 3 atti e 6 quadri, libretto di Vito Frazzi, tratto dal capolavoro del Cervantes; secondo premio al concorso internazionale "Premio Verdi", indetto dal Teatro La Scala di Milano nel 1951. Rappresentato a Firenze, Maggio Musicale Fiorentino, Teatro Comunale, 28 aprile 1952, direttore E. Tieri.
- Il giardino chiuso, libretto di Mazzucconi, mai rappresentato
- Le nozze di Camaccio, da Cervantes, libretto proprio e Eva Riccioli (1950-1955), mai rappresentato.

Musiche di scena
- Belinda e il mostro, di Bruno Cicognani, Roma, Teatro Argentina, 1927
- La Tancia, di Michelangelo Buonarroti il Giovane, in collaborazione con B.Cremesini e G. Guerrini; Firenze, Maggio Musicale Fiorentino, Giardino di Boboli, 1936
- La Strega, di A. F. Grazzini detto il Lasca, Firenze Maggio Musicale Fiorentino, Piazzetta dei Peruzzi, 1939
- Yo, el Rey, di Bruno Cicognani; Festival di San Miniato, 1949
- Il diavolo tentato, di Giovanni Papini, mistero in tre tempi; RAI, febbraio 1949

Balletti
- L'astuto indovino, balletto burlesco, non rappresentato

Musiche per Coro e Orchestra
- Tre Notturni

Inno a Verdi, 1919, Teatro Regio di Parma, vincitore del concorso bandito dal Comune di Parma in occasione dell'inaugurazione del monumento al compositore.
Cicilia, testo di un anonimo poeta del XIV secolo, vincitore del concorso bandito dal Comune di Milano, 1920
I frugnolatori, testo di Michelangelo Buonarroti il Giovane,
Due cori dell'Adelchi di Manzoni : Dagli atrii muscosi e Morte di Ermengarda (1938)
Musica Sinfonica
- L'usignolo e la rosa (1911)
- Due canzoni (1912)
- Preludio magico (1937)
- Dialoghi- Proverbi- Sentenze (1941)
- La morte di Ermengarda, poema sinfonico (1945)
- Largo, studio per Don Chisciotte (1945), due versioni
- L'ascolto di Ponte Vecchio

Musiche corali, senza orchestra
- La canzone della nonna, su testo di C. Nigra, per coro maschile e voce di soprano
- Salmo 70, dal libro dei Salmi, per coro a 4 voci virili e organo

Musiche per Voce e Orchestra
- Canti popolari, toscani e ticinesi, per voce o per orchestra.
- Il cavaliere (1932), lirica per voce e orchestra
- Ninna nanna, testo di R. Fucini, lirica per soprano e strumenti

Musiche per strumento solista e orchestra
- Leggenda, (1935), per violoncello solista e orchestra

Musica strumentale da camera
- Sonata, per violino e pianoforte (1911),
- Toccata per pianoforte, (1919),
- Madrigale, (1921),
- Quintetto, per archi e pianoforte (1922),
- Risveglio mattutino per violino e pianoforte (1928),
- Chanson, per violino e pianoforte (1930),
- Quartetto d'archi (1932),
- La danzatrice amorosa, per pianoforte (1932),
- Leggenda, per violoncello e pianoforte (1935)

Liriche per canto e pianoforte
- Vignetta, ( G. Carducci),
- Nebbia ( G. Pascoli),
- Canti popolari toscani (1932-36),
- Canti popolari ticinesi
- La preghiera di un clefta, testo di un anonimo greco, tradotto dal Tommaseo, (1922), vincitrice del concorso bandito dall'Annuario Musicale Italiano,
- Vere Novo,
- Ninna nanna, testo di R. Fucini,
- Vocalizzo,
- Il cavaliere (1932),
- Catarì Catarì, S. Di Giacomo (1920),
- Dint' o ciardino, ( S. Di Giacomo, 1932),
- Al bel colore ( B. Fallaci)
- Le canzoni della Mandragola ( N. Machiavelli).